# لويجي بوكريني

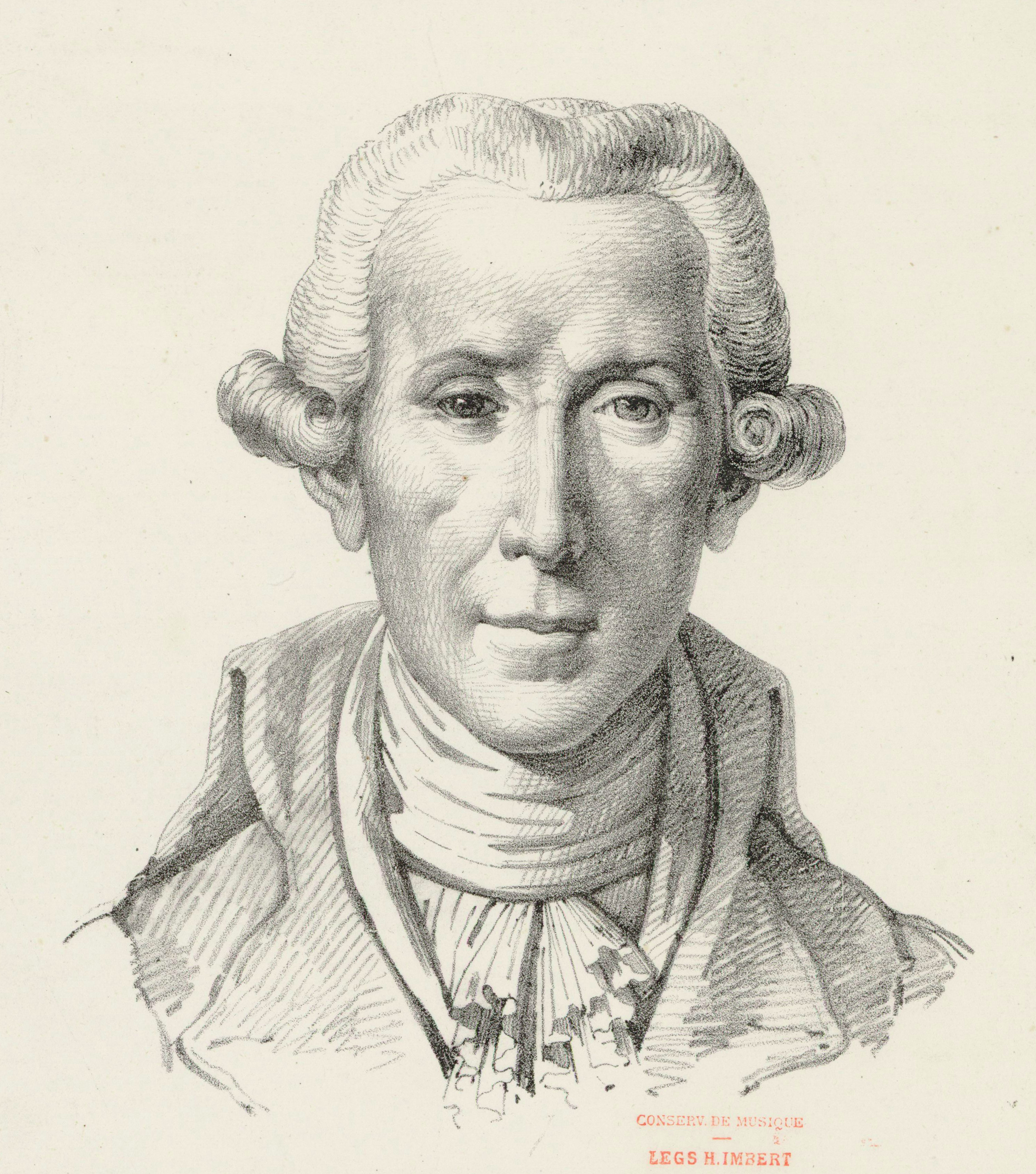
رسم بقلم الرصاص للويجي بوكريني رسمه إتيان مازاس عن تمثال نصفي

لويجي بوكريني (بالإنجليزية Luigi Rodolfo Boccherini)
(و. 19 فبراير 1743 – ت. 28 مايو 1805) مؤلف موسيقي إيطالي من العصر الكلاسيكي نذكره أساسا لموسيقى الحجرة وسيمفونيات الحجرة ومئات الرباعيات الوترية والخماسيات الوترية والثلاثيات الوترية التي كتبها بأسلوب يشبه كثيرا معاصره هايدن. في عصره كان بوكريني معروفًا كعازف تشيللو. أعماله ليست أصلية بشكل خاص لكن معروفة لألحانها المفرحة المعبرة وكتابتها الآلية السلسلة. أحد أشهر مقطوعاته هو المنويت من الخماسية الوترية رقم 4 مصنف رقم 13.

## وصلات خارجية
- لويجي بوكريني على موقع IMDb (الإنجليزية)
- لويجي بوكريني على موقع الموسوعة البريطانية (الإنجليزية)
- لويجي بوكريني على موقع ميوزك برينز (الإنجليزية)
- لويجي بوكريني على موقع أول موفي (الإنجليزية)
- لويجي بوكريني على موقع قاعدة بيانات الأفلام السويدية (السويدية)
- لويجي بوكريني على موقع إن إن دي بي (الإنجليزية)
- لويجي بوكريني على موقع أول ميوزيك (الإنجليزية)
- لويجي بوكريني على موقع ديسكوغز (الإنجليزية)

1. ↑  Archivio Storico Ricordi، QID:Q3621644
2. ↑  MusicBrainz (بالإنجليزية), MetaBrainz Foundation, QID:Q14005
3. ↑  The Facts on File Dictionary of Music, Christine Ammer 2004